# Fagnano Alto
Fagnano Alto ist eine italienische Gemeinde (comune) in der Region Abruzzen und der Provinz L’Aquila und zählt (Stand 31. Dezember 2023) 351 Einwohner. Die Gemeinde liegt etwa 18 Kilometer südöstlich von L’Aquila im Regionalpark Sirente-Velino und gehört zur Comunità montana Sirentina. Der Verwaltungssitz der Gemeinde befindet sich im Ortsteil Vallecupa.

## Geschichte
Beim Erdbeben 2009 wurden zahlreiche Gebäude der Gemeinde beschädigt.

## Gemeindepartnerschaften
- Valmontone, Metropolitanstadt Rom

## Verkehr
Durch die Gemeinde führt die frühere Strada Statale 261 Subequana (heute: Regionalstraße) von L’Aquila nach Molina Aterno.